# Polančice
Polančice je potok tekoucí v okresech Opava a Ostrava-město v Moravskoslezském kraji, levostranný přítok řeky Odry (úmoří Baltského moře). Pramení v Kyjovicích.

## Průběh toku

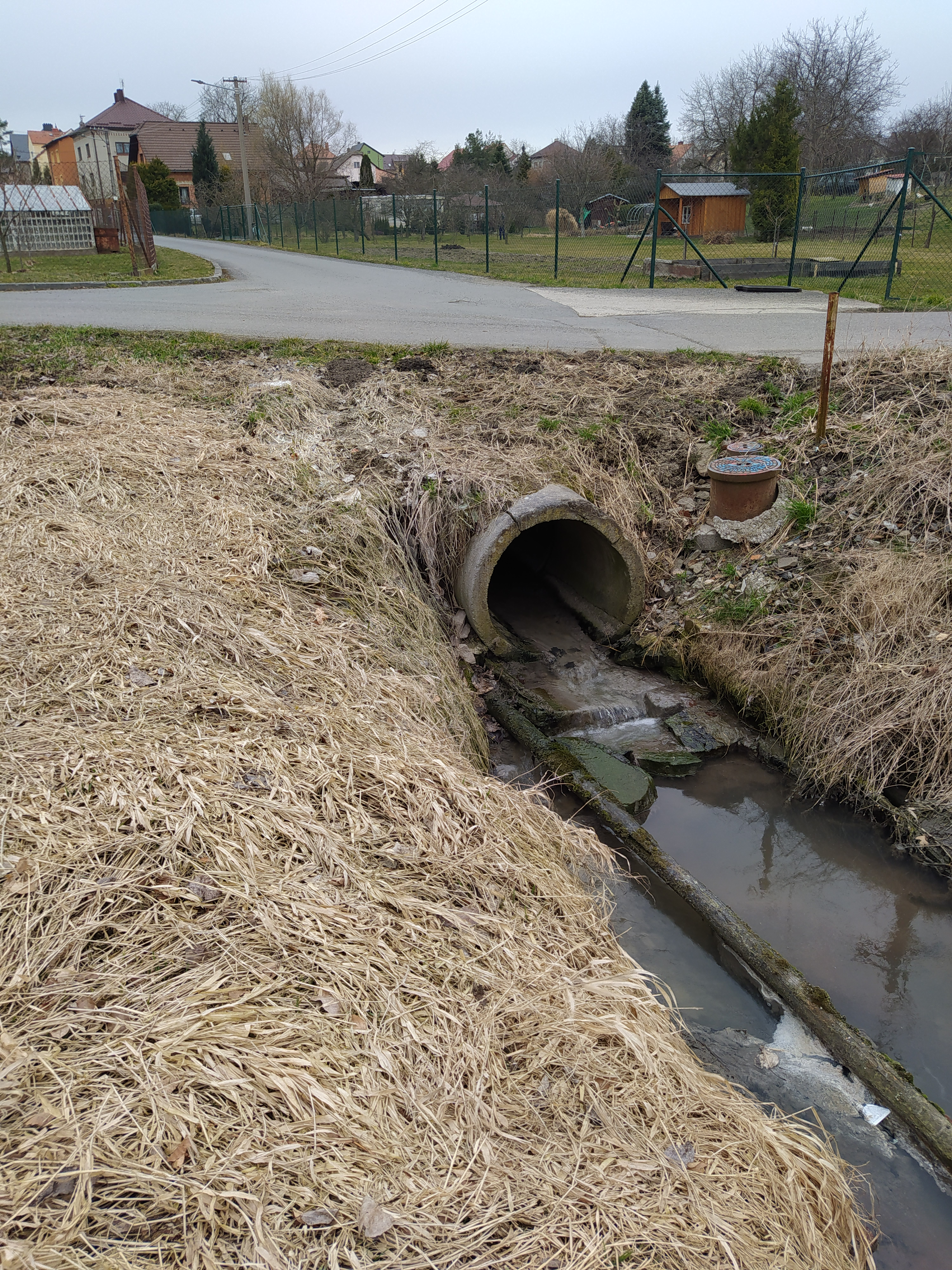
Pramen Polančice, Kyjovice

Polančice pramení v Nízkém Jeseníku, ve východní části Kyjovic (okres Opava), v nadmořské výšce 345 m n. m. Pramen vyvěrá z potrubí ze svedení vodních toků v Kyjovicích. Nedaleko pod pramenem se nachází rybník. Potok z jihu obtéká kopce Dubské, Horník a vesnici Čavisov, kde vtéká do Přírodního parku Oderské vrchy.
Polančice dále protéká údolím Polančice mezi vesnicemi Zbyslavice, Hýlov, Olbramice a kopci Mezihoří a Podklan. Před místem (rozcestníkem turistických stezek) „U staré vodárny“ míjí zprava starou vodárnu (bývalá studna krytá klenbou). Na levém břehu a ve svahu lze občasně vidět výchozy břidlic.
Polančice dále teče pod dálnicí D1, za kterou opouští přírodní park Oderské vrchy a následně intravilánem Klimkovic a Polanky nad Odrou, kde je z důvodů povodňové ochrany tok regulován. V těchto obcích je také zdrojem vody pro několik rybníků.
Potok pak protéká chráněnou krajinnou oblastí Poodří a u rybníka Kačírek se pak zleva napojuje na řeku Odru.
Polančice má řadu bezejmenných přítoků.

## Vodní režim
Za obvyklých podmínek je Polančice klidným vodním tokem. Nicméně povodně zde bývají také.
| Extrémní N-leté průtoky [m3·s−1] |       |       |       |       |       |       |
| Q1                               | Q2    | Q5    | Q10   | Q20   | Q50   | Q100  |
| 2,670                            | 4,420 | 7,070 | 9,300 | 11,70 | 15,20 | 18,00 |

## Zajímavosti
- V okolí Polančice je několik vodních studánek se značenými cestami.
- Údolím Polančice vedou turistické stezky.

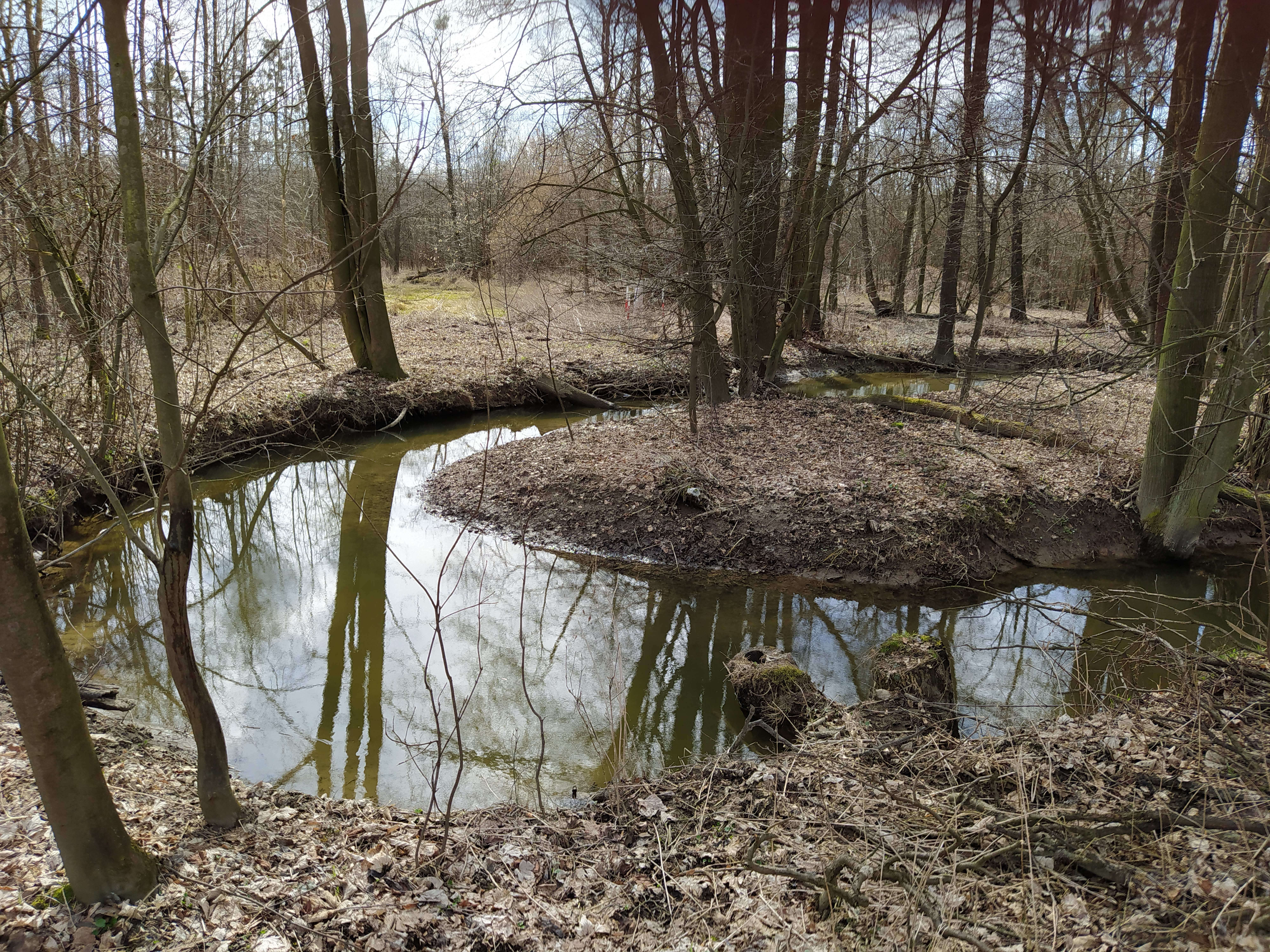
Meandry Polančice
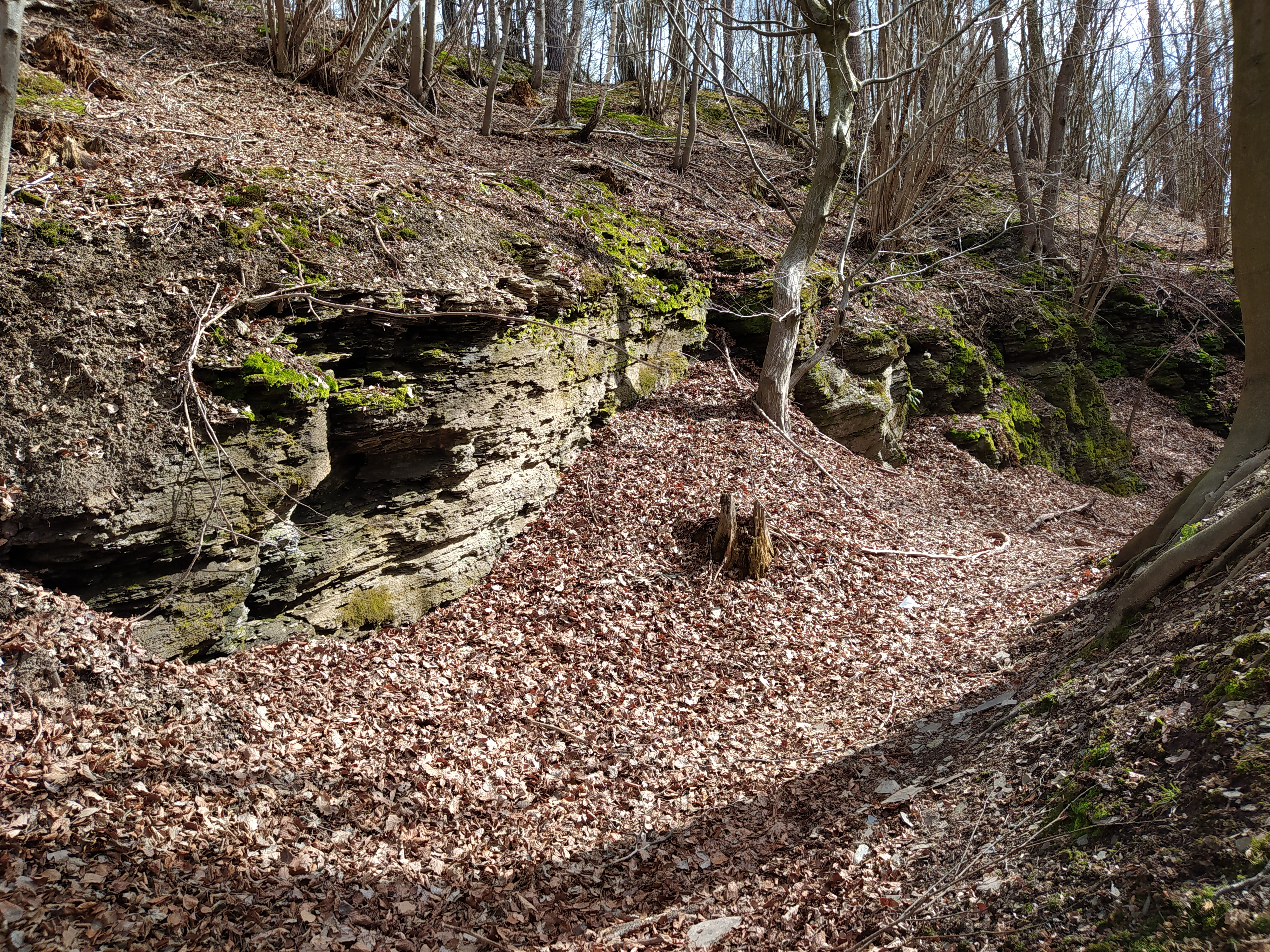
Výchozy břidlic poblíž toku Polančice
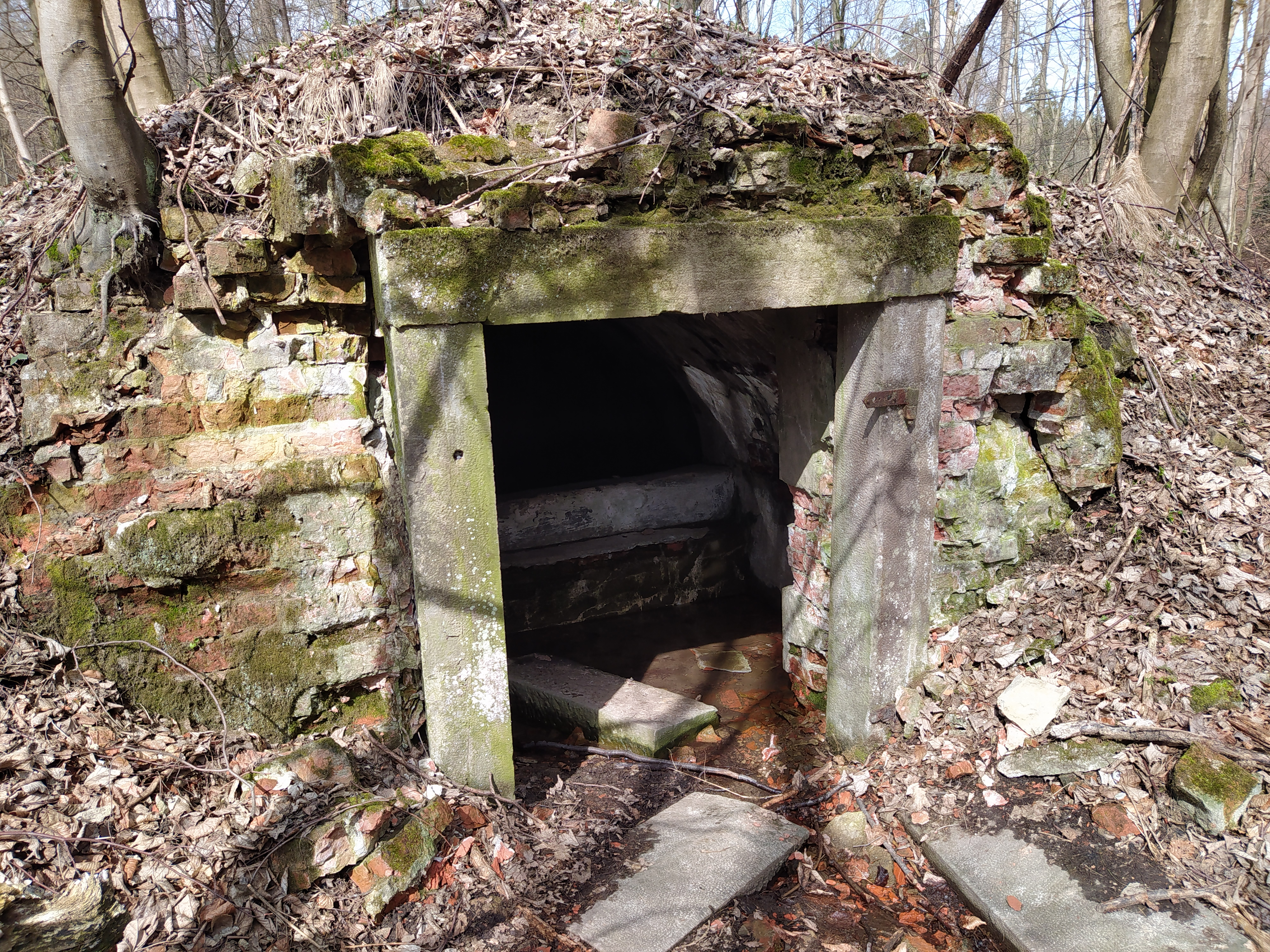
Stará vodárna
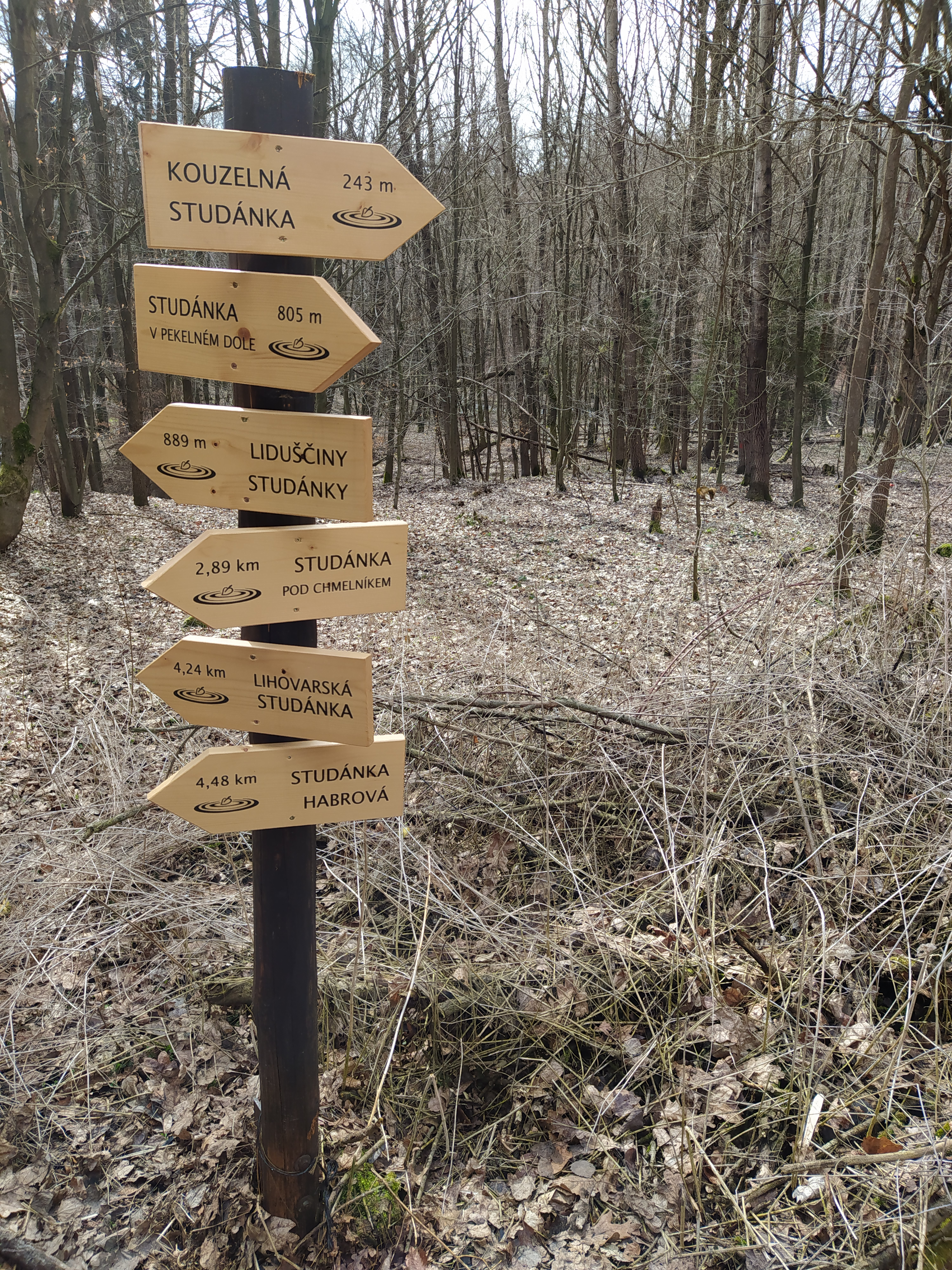
Studánky poblíž Polančice